# 元彬
元 彬（げん ひん、464年 - 499年）は、北魏の皇族。字は豹児。

## 経歴
南安王拓跋楨の次男として生まれた。章武王拓跋太洛の後嗣となり、章武王の爵位を嗣いだ。勇敢で体格がよく、軍事の才能があった。使持節・都督東秦豳夏三州諸軍事・鎮西大将軍・西戎校尉・統万鎮都大将・夏州刺史として出向した。489年（太和13年）、収賄の罪で削封された。吐京胡が叛くと、元彬は命を受けて持節・平北将軍・行汾州事となり、并州と肆州の兵を率いて吐京胡を討った。吐京胡の乱が平定されると、征虜将軍・汾州刺史に任じられた。胡民の去居ら600人あまりが反乱を起こしたとき、元彬は兵2万の応援を求め、中央の官吏はこれを許可するよう上奏した。孝文帝は激怒して、「どこに中央の兵馬を動かす理由があるのか。もし現地で収拾することができないなら、まずは刺史を斬ってから、その後に兵を出立させよう」と詔を下した。元彬は孝文帝の詔を受けて大いに恐れ、汾州の兵を率い、自ら将士の先頭に立って、胡民の反乱を討ち平らげた。499年（太和23年）5月2日、死去した。享年は36。諡は恭といった。

## 子女
- 元融
- 元凝
- 元湛
- 元晏（字は俊興、秘書丞）

## 伝記資料
- 『魏書』巻19下 列伝第7下
- 『北史』巻18 列伝第6
- 持節征虜将軍汾州刺史彬墓誌（元彬墓誌）